# Riedelia brachybotrys
Riedelia brachybotrys är en enhjärtbladig växtart som beskrevs av Theodoric Valeton. Riedelia brachybotrys ingår i släktet Riedelia och familjen Zingiberaceae. Inga underarter finns listade i Catalogue of Life.